# Tom Manses
Tom Manses (9 novembre 1978) è un ex calciatore vanuatuano, di ruolo difensore.

## Carriera

### Club
Ha sempre giocato nel campionato di casa. Ha anche giocato 3 partite in carriera nella OFC Champions League.

### Nazionale
Conta 4 presenze con la maglia della propria nazionale, con cui ha anche partecipato a due edizioni della Coppa d'Oceania.